# ألبرت سميث (سياسي أمريكي)
ألبرت سميث (بالإنجليزية: Albert Smith)‏ هو محامي وقاضي وسياسي أمريكي، ولد في 22 يونيو 1805 في كوبرستاون في الولايات المتحدة، وتوفي في 27 أغسطس 1870 في ميلواكي في الولايات المتحدة. حزبياً، نشط في حزب اليمين. وقد انتخب عضو جمعية ولاية نيويورك وانتخب عضو مجلس النواب الأمريكي.